# Brachycephalus vertebralis
Brachycephalus vertebralis – gatunek płaza bezogonowego z rodziny Brachycephalidae. Endemit Brazylii, zagrożony wyginięciem.

## Morfologia
Pombal opisał krótko gatunek jako (po zakonserwowaniu) mający ciało jednolicie bladokremowej barwy, skórne skostnienia odpowiadające kręgom, bez skostniałych brodawek.

## Występowanie
Ten brazylijski endemit zamieszkuje Serra da Bocaina (część pasma górskiego Serra do Mar) – gminę Paraty w stanie Rio de Janeiro (uznana za jego lokalizację typową) oraz gminy Ubatuba i Cunha w stanie São Paulo.
Bytuje na wysokości 600–900 m n.p.m. Jego siedliskiem jest ściółka w pierwotnym lesie atlantyckim.

## Status
Międzynarodowa Unia Ochrony Przyrody (IUCN) od 2023 roku uznaje Brachycephalus vertebralis za gatunek zagrożony (EN, ang. Endangered), wcześniej klasyfikowała go jako gatunek niedostatecznie rozpoznany (DD, Data Deficient).
Trend liczebności populacji jest spadkowy. Głównym zagrożeniem dla płaza jest zniszczenie jego środowiska naturalnego związane z rozwojem rolnictwa i wyrębem.
Niecała połowa zasięgu występowania zwierzęcia leży w granicach obszarów chronionych – Parku Narodowego Serra da Bocaina i Parque Estadual da Serra do Mar.